# Graham Mourie
Graham Neil Kenneth Mourie (Ōpunake, 8 de septiembre de 1952) es un granjero, exrugbista y entrenador neozelandés que se desempeñaba como ala. Representó a los All Blacks de 1976 a 1982 y fue su capitán.

## Biografía
Nacido en Taranaki, capitaneó su provincia. Asistió a la escuela secundaria Opunake y estuvo en el 1.er XV antes de asistir a la escuela secundaria New Plymouth Boys 'High School, en la que también ingresó al 1.er XV.
Trabajó como agricultor y en funciones de la industria agrícola.
Se retiró del juego en 1982 y junto con Ron Palenski escribió su autobiografía. Debido a que aceptó abiertamente las regalías de las ventas de libros y se declaró a sí mismo «profesional», desafiando las reglas existentes sobre el amateurismo, se le prohibió entrenar o administrar el juego durante 10 años.
También jugó un papel decisivo en la creación del club de rugby Costero en 1995 y fue su primer entrenador.

## Selección nacional
J. J. Stewart lo seleccionó a los All Blacks para la gira por América del Sur 1976, fue capitán del equipo de segundo nivel y aplastaron a los Pumas y los Teros.
Un año más tarde, bajo el nuevo técnico Jack Gleeson, enfrentó a los Leones durante la visita de éstos y tras el retiro de Tane Norton; fue nombrado nuevo capitán del equipo. El nuevo líder se estrenó en el cargo ante Les Bleus y la gira terminó igualada.
Lideró la histórica gira de Grand Slam por el Reino Unido e Irlanda en 1978.
En 1981 se negó participar de la controvertida visita de Sudáfrica. Ha dicho que no se arrepiente de su decisión de no jugar contra los Springboks: «tienes que ser capaz de mirarte en el espejo, mírate a los ojos y di que es hacer lo correcto».
El entrenador Peter Burke respetó su decisión y lo convocó nuevamente como capitán, para la gira a Francia y Rumania. Un año después se retiró contra los Wallabies, no sin antes ganar la Copa Bledisloe 1982.

## Entrenador
Cuando terminó la prohibición de entrenar en 1992, por haberse declarado profesional, asumió como técnico de Opunake. Su buen desempeño le permitió ser nombrado al frente de los Wellington Lions.
En 2000 se convirtió en profesional, cuando reemplazó a Frank Oliver como entrenador en jefe de los Hurricanes; una de las franquicias del Súper Rugby. Renunció al final de la temporada 2002, que fue calificada de decepcionante después de que el equipo terminó 9º.

## Palmarés
Fue nombrado deportista del año en los premios deportivos Taranaki de 1977. En los honores del cumpleaños de la reina de 1981, fue nombrado miembro de la Orden del Imperio Británico por sus servicios al rugby.
En 1996 fue incluido en el Salón de la Fama del Deporte de Nueva Zelanda, en 2007 investido al antiguo Salón de la Fama del Rugby y en 2014 al World Rugby Salón de la Fama.
Otros alas de su época a los que enfrentó fueron el: francés Jean-Luc Joinel, irlandés Fergus Slattery.
Fue nombrado miembro vitalicio de Taranaki Rugby Football Union en 2018 y se convirtió en su patrocinador en julio de 2019.